# Jong Song-ok
Jong Song-ok, född den 18 augusti 1974 i Haeju i provinsen Södra Hwanghae i Nordkorea, är en nordkoreansk friidrottare (maratonlöpare).
Jong deltog i OS i Atlanta 1996 och slutade på 20:e plats i damernas maratonlopp.  Vid VM 1999 i Sevilla vann Jong guld i maraton med en förbättring av sitt personliga rekord med fyra minuter, hon kom i mål tre sekunder före den japanska silvermedaljören Ari Ichihashi. Jong blev första nordkorean att ta medalj i friidrotts-VM.